# Хайренс, Уильям
Уи́льям Джордж Ха́йренс (англ. William George Heirens) — американский серийный убийца, также известный как «Помадный убийца», (англ. Lipstick killer) получивший своё прозвище за странное послание, написанное красной помадой в доме одной из жертв.

## Биография
Уильям вырос в маленьком городке Линкольнвуде, пригороде Чикаго, был воспитан строгой матерью, запрещавшей ему всяческие отношения с девушками, что впоследствии пагубно отразилось на психике Уильяма. Впервые мальчика задержали в 13 лет за ношение заряженного оружия. После обыска дома, где жил Уильям, полиция нашла на чердаке спрятанное оружие, и отправили Хайренса в исправительную школу. Уильям признался в нескольких кражах со взломом, но утверждал, что делал это исключительно ради забавы.
После отбывания в исправительной школе Хайренс не исправился, и вскоре после освобождения был приговорен к трем годам пребывания в Академии Сент-Беде (англ. St. Bede Academy), где показал себя прилежным учеником, и, достигнув 16-летия, поступил в Чикагский университет (англ. University of Chicago).

## Первое убийство
5 июня 1945 года была найдена мертвой 43-летняя женщина Жозефина Росс. Тело жертвы было исполосовано, а в руке был зажат клок темных волос. Полиция предполагала, что женщина застала вора врасплох, и чтобы избежать свидетелей краж, он убил её. Но вопреки догадкам, из квартиры женщины ничего не пропало, а у мужа, как и у любовников Росс, было неоспоримое алиби. Опрос свидетелей также не дал полиции никакой зацепки.

## Второе убийство
20 декабря 1945 года разведённая женщина Френсис Браун (англ. Frances Brown) была найдена мертвой в своей квартире с многочисленными ножевыми ранениями. Ничего из ценных вещей из квартиры не пропало, но на стене убийца оставил послание, написанное красной помадой: «Ради всего святого, поймайте меня, пока я не убил больше. Я не могу себя контролировать». На этот раз полицейские сняли отпечатки пальцев с дверной ручки, и составили примерное описание внешности убийцы по показаниям свидетелей.

## Третье убийство
7 января 1946 года из своей спальни пропала 6-летняя Сьюзан Дегнан (англ. Suzanne Degnan). Не найдя девочку в квартире, родители сразу обратились в полицию. Дело об исчезновении ребенка получило широкую огласку, и полиция усердно занялась поисками. За окном спальни Сьюзан полиция нашла записку, в которой требовали выкуп за девочку в размере 20 тыс. долларов. Похититель неоднократно звонил родителям девочки, но каждый раз вешал трубку, так и не сказав, куда нужно будет доставить деньги. Позднее очередной звонок привел полицейских к канализационному отводу, недалеко от дома Дегнанов, где они нашли ноги, туловище и голову девочки. Руки были найдены только через месяц в трех кварталах от дома Дегнанов. Улики, найденные полицией после обыска близлежащих зданий, привели в подвал одного из них, где была прачечная с четырьмя ваннами, и все указывало на то, что ребенка расчленили именно здесь.

## Разоблачение
Полиция выявила около 350 подозреваемых, из которых 170 были опрошены на детекторе лжи. Уильям Хайренс был задержан 26 июня 1946 года, тогда ему было всего лишь 17 лет. По его словам, полицейские выбивали из него признание пытками, морили его голодом и не допускали к нему родителей четыре дня. Психиатры без согласия родителей опрашивали Уильяма, и под воздействием пентанола натрия он признался в существовании своего альтер эго, который якобы и совершал все убийства. После других доказательств вины Хайренса информация о поимке серийного убийцы просочилась в прессу, и адвокаты Уильяма, понимая, что возможность благоприятного исхода склоняется к нулю, уговорили Хайренса пойти на сделку и признаться в убийствах. Скончался в заключении в исправительной тюрьме с усиленным режимом в Диксоне в 2012 году. Он отказался от всех своих признаний и утверждал, что стал жертвой жестокости полиции. Так же с точки зрения современной криминологии множество доказательств находятся под сомнением.